# Łukasz Wiśniowski
Łukasz Wiśniowski (Ciechanów, 7 dicembre 1991) è un ciclista su strada polacco, professionista dal 2015, si è classificato secondo all'Omloop Het Nieuwsblad 2018.

## Palmarès
- 2008 (Juniores)

Classifica generale Tour de la Région de Łódź
- 2009 (Juniores)

Prologo Coupe du Président de la Ville de Grudziądz (Grudziądz, cronometro)
6ª tappa Corsa della Pace Juniores (Terezín > Terezín)
Classifica generale Corsa della Pace Juniores
- 2012 (TKK Pacific Toruń)

1ª tappa Polonia-Ucraina
- 2013 (Etixx-IHNed)

1ª tappa Internationale Thüringen Rundfahrt (Erfurt > Erfurt)
Campionati polacchi, Prova a cronometro Under-23
Campionati polacchi, Prova in linea Under-23
- 2014 (Etixx)

Kattekoers
4ª tappa Tour de Normandie (Domfront > Villers-Bocage)
Classifica generale Circuit des Ardennes

### Altri successi
- 2015 (Etixx-Quick Step)

1ª tappa Giro della Repubblica Ceca (Uničov, cronosquadre)
- 2016 (Etixx-Quick Step)

1ª tappa Tour de San Luis (El Durazno, cronosquadre)
- 2019 (CCC Team)

3ª tappa Hammer Stavanger (Stavanger, cronosquadre)

## Piazzamenti

### Grandi Giri
- Giro d'Italia

2016: 138º
2021: 131º
- Tour de France

2019: 127º
- Vuelta a España

2020: 114º

### Classiche monumento
- Milano-Sanremo

2017: 64º
2018: ritirato
2019: 86º
2021: 57º
2023: 140º
- Giro delle Fiandre

2017: 106º
2019: 71º
2021: 75º
2022: ritirato
- Parigi-Roubaix

2017: ritirato
2019: 76º
2022: 96º
2024: ritirato
- Liegi-Bastogne-Liegi

2018: ritirato
2024: ritirato
- Giro di Lombardia

2015: ritirato

### Competizioni mondiali
- Campionati del mondo su strada

Mosca 2009 - Cronometro Juniores: 8º
Copenaghen 2011 - In linea Under-23: ritirato
Valkenburg 2012 - In linea Under-23: 65º
Toscana 2013 - Cronosquadre: 25º
Toscana 2013 - Cronometro Under-23: 24º
Toscana 2013 - In linea Under-23: 45º
Doha 2016 - In linea Elite: ritirato
Bergen 2017 - In linea Elite: 96º
Yorkshire 2019 - In linea Elite: ritirato

### Competizioni europee
- Campionati europei

Verbania 2008 - In linea Juniores: 30º
Hooglede Gits 2009 - Cronometro Juniores: 17º
Hooglede Gits 2009 - In linea Juniores: 56º
Offida 2011 - In linea Under-23: 49º
Goes 2012 - In linea Under-23: ritirato
Olomouc 2013 - Cronometro Under-23: 12º
Olomouc 2013 - In linea Under-23: ritirato
Plumelec 2016 - In linea Elite: 44º